# 集体出发赛
是一种场地自行车
比赛，所有骑手一起出发，目标只是在一定圈数后首先越过终点线。
國際自行車聯盟规定，集体出发赛的男子精英赛应在15公里以上，女子精英赛应在10公里以上。男子10公里和女子7.5公里的距离较短，可用于资格赛。骑手从内部的争先赛栏杆到外围栏杆列为一排。在发令枪响起至正式开始之前，骑手们首先进行中和圈。被赶超的骑手一旦脱离大部队则必须离开比赛。比赛没有中间点或冲刺点。一种策略是让一个骑手，或者更常见的是一群骑手，脱离并尝试在场地的其余部分上完成一圈。大部队不能被超越；但那么做的车手不会被大部队中的任何人击败。
集体出发赛可以看作耐久型的爭先賽。

## 世界場地自由車錦標賽
自2002年以来，集体出发赛一直是世界場地自由車錦標賽的男子和女子赛事。瑞士的佛朗哥·马武利和丹麦的亚历克斯·拉斯穆森都曾两次赢得男子集体出发赛冠军，而荷兰的维姆·斯特罗廷加在2007年至2012年间获得了三枚奖牌。在女子比赛中，古巴的约安卡·冈萨雷斯是获得最多荣誉的骑手，在2004年至2010年间获得金牌、银牌共五枚。